# جيريمي كوتر
جيريمي كوتر (بالإنجليزية: Jeremy Cotter)‏ هو مدرب اتحاد الرغبي ‏ نيوزيلندي، ولد في عقد 1960 في نيوزيلندا.